# رومن تورس
رومن تورس (انگلیسی: Román Torres؛ زادهٔ ۲۰ مارس ۱۹۸۶) بازیکن فوتبال اهل پاناما است.
از باشگاه‌هایی که در آن بازی کرده‌است می‌توان به باشگاه ورزشی اتلتیکو جونیور، باشگاه فوتبال اتلتیکو ناسیونال و باشگاه فوتبال سیاتل ساندرز اشاره کرد.
وی همچنین در تیم ملی فوتبال پاناما بازی کرده‌است.